# 다테마치 정류장
| 승강장 | 노선                 | 방향 | 목적지                                                                      |
| ------ | -------------------- | ---- | --------------------------------------------------------------------------- |
| 1      | ■ 히로시마 전철 본선 | 상행 | 핫초보리, 마토바초, 히로시마 방면                                           |
| 2      | ■ 히로시마 전철 본선 | 하행 | 가미야초, 도카이치마치, 도바시, 덴마초, 후쿠시마초, 히로덴니시히로시마 방면 |

다테마치 정류장(일본어: 立町 たてまち[*])은 일본 히로시마현 히로시마시 나카구에 위치한 히로시마 전철
이다.

## 개요
본선이 1912년(다이쇼 원년)에 개통했을 때, 당지에 정류장은 설치되어 있지 않고, 당 정류장이 개업한 것은1952년(쇼와 27년)이다. 개설 당시의 정류장명은 교외버스 앞 정류장(고가이바스마에이유류)로, 그 이름대로 정류장의 북서쪽에는 광전버스의 교외버스 핫초보리 영업 곳이 인접하고 있었다. 이 버스 터미널은 광전 버스가 1949년(쇼와 24년)에 개소한 것으로, 확대하고 있던 자사의 교외 버스 노선을 묶는 거점으로서의 역할을 가지고 있었다. 당 정류장은 이 버스 터미널을 이용하는 손님의 편의를 도모하기 위해 개설된 것이다.

## 인접역
| 히로시마 전철 본선     | 히로시마 전철 본선   | 히로시마 전철 본선               |
| ---------------------- | -------------------- | -------------------------------- |
| 핫초보리 히로시마 방면 | ■ 히로시마 전철 본선 | 가미야초 히로덴니시히로시마 방면 |